# 이백일
이백일(1921년 3월 9일~1997년 12월 20일)은 대한민국의 정치인이다. 제6·7대 국회의원을 지냈다.

## 역대 선거 결과
|  | 31.01% |

|  | 53.80% |

|  | 44.01% |